# Twin Star Film
Twin Star Film je česká nezávislá filmová a distribuční společnost, jenž se specializuje na 3D a podvodní natáčení. Poskytuje plný servis v produkci a postprodukci audiovizuálního záznamu. Mimo jiné poskytuje servis významným filmovým festivalům s dokumentární, dobrodružnou a outdoorovou tematikou. Jako jedno z mála studií v Evropě natáčí 3D záznam na výkonné kamery RED Epic, doplněné o řadu unikátního vybavení speciálně vyrobeného pro Twin Star Film (jeřáby, slider, 3D rigy apod.). Studio má mnohaleté zkušenosti s podvodním záznamem a spoluprací s renomovanými světovými televizními stanicemi a festivaly. Společnost také spolupracuje s předními českými tvůrci na tvorbě reklam a audiovizuálních záznamů (Banka roku, Hedvábná stezka, Křest kapely Airfare ad.)

## Filmy
- Aldabra 3D (S. Lichtag, v posptrodukci)
- Sandstone (P. Kašpar, 2012)
- Poslední lovci (S. Lichtag, 2010)
- Zajatci bílého boha (S. Lichtag, 2008)
- Prapodivný svět (S. Lichtag, 2006)
- Dobrodružství oceánů: Tanec modrých andělů (S. Lichtag, 2004)
- Dobrodružství oceánů: Carcharias - Velký bílý (S. Lichtag, 2001)

## Technické vybavení, 3D systémy ad.
- http://twinstarfilm.com/web/technika/%5B%5D